# 拉赫尼-洛利奧維
48°54′39″N 28°31′3″E / 48.91083°N 28.51750°E
拉赫尼-洛利奧維（烏克蘭語：Рахни-Польові），是烏克蘭的村落，位於該國西南部文尼察州，由文尼察區負責管轄，始建於1790年，面積2.33平方公里，海拔高度240米，2001年人口345，人口密度每平方公里148.07人。